# خورخه فالسی
خورخه فالسی (انگلیسی: Jorge Palatsí؛ زادهٔ ۱۸ فوریهٔ ۱۹۸۸) بازیکن فوتبال اهل اسپانیا است.
از باشگاه‌هایی که در آن بازی کرده‌است می‌توان به باشگاه فوتبال ژیرونا و باشگاه فوتبال ویارئال اشاره کرد.